# Ustniczek pierścieniowaty
Ustniczek pierścieniowaty (Pomacanthus annularis) – gatunek morskiej ryby okoniokształtnej z rodziny pomakantowatych. Bywa hodowana w akwariach morskich.

## Zasięg występowania
Ocean Indyjski oraz zachodnia część Oceanu Spokojnego - od wschodnich wybrzeży Afryki przez Indonezję i Nową Gwineę po Nową Kaledonię i na północ po południową Japonię, głównie przybrzeżne rafy koralowe.

## Opis
Ciało wysokie, silnie bocznie spłaszczone, żółto-brązowe lub pomarańczowe, z wyraźnymi zakrzywionymi liniami po bokach. Osiągają do 45 cm długości. Żywią się gąbkami i osłonicami.